# Bob Straetman
Bob Straetman (Dendermonde, 29 december 1997) is een Belgisch voetballer die bij voorkeur als aanvaller speelt. Hij stroomde in 2016 door vanuit de jeugd van Lokeren. Momenteel komt Straetman uit voor Lierse Kempenzonen.

## Clubcarrière
Straetman is afkomstig uit de jeugd van KSC Lokeren, waar hij vanaf de U11 speelde. In januari 2016 ondertekende hij een profcontract tot medio 2018. In 2016 stroomde hij door naar het eerste elftal. Op 30 juli 2016 debuteerde de aanvaller in de Jupiler Pro League tegen Sint-Truiden. Hij viel na 64 minuten in voor Ayanda Patosi. Zijn eerste basisplaats kreeg hij op de zestiende speeldag van het seizoen 2016/17, opnieuw tegen Sint-Truiden.
Straetman kwam in zijn eerste seizoen op het hoogste niveau meteen veel aan spelen toe. De eerste helft van het seizoen 2017/18 moest hij echter missen vanwege een hamstringblessure. Ondanks een succesvolle comeback – bij zijn terugkeer was hij tegen KV Mechelen meteen goed voor een goal – gingen zijn aantal spelminuten er vervolgens meer en meer op achteruit, waardoor Straetman in januari 2019 voor een tijdelijke uitleenbeurt koos. Lommel SK was in de running, maar Straetman koos uiteindelijk een divisie lager voor Excelsior Virton.
Na het faillissement van Lokeren trok Straetman naar Lierse Kempenzonen. De aanvaller maakte er een goede start, maar werd eind november 2020 voor onbepaalde tijd naar de B-kern verwezen, onder andere nadat hem na de wedstrijd tegen Club NXT onvoldoende werkijver werd verweten.

## Statistieken
| Seizoen         | Club               |                 | Competitie             | Competitie | Competitie | Beker | Beker | Internationaal | Internationaal | Totaal | Totaal |
| Seizoen         | Club               | Wed.            | Competitie             | Dlp.       | Wed.       | Dlp.  | Wed.  | Dlp.           | Wed.           | Dlp.   |        |
| --------------- | ------------------ | --------------- | ---------------------- | ---------- | ---------- | ----- | ----- | -------------- | -------------- | ------ | ------ |
| 2016/17         | KSC Lokeren        | Vlag van België | Jupiler Pro League     | 25         | 2          | 1     | 0     | –              | –              | 26     | 2      |
| 2017/18         | KSC Lokeren        | Vlag van België | Jupiler Pro League     | 14         | 1          | 0     | 0     | –              | –              | 14     | 1      |
| 2018/19         | KSC Lokeren        | Vlag van België | Jupiler Pro League     | 1          | 0          | 0     | 0     | –              | –              | 1      | 0      |
| 2018/19         | → Excelsior Virton | Vlag van België | Eerste klasse amateurs | 10         | 1          | 0     | 0     | –              | –              | 10     | 1      |
| 2019/20         | KSC Lokeren        | Vlag van België | Eerste klasse B        | 14         | 0          | 0     | 0     | –              | –              | 14     | 0      |
| 2020/21         | Lierse Kempenzonen | Vlag van België | Eerste klasse B        | 9          | 1          | 1     | 0     | –              | –              | 10     | 1      |
| 2021/22         | KFC Merelbeke      | Vlag van België | Tweede afdeling        | 0          | 0          | 0     | 0     | –              | –              | 0      | 0      |
| Carrière totaal | Carrière totaal    | Carrière totaal | Carrière totaal        | 73         | 5          | 2     | 0     | 0              | 0              | 75     | 5      |

Bijgewerkt tot 15 februari 2021.